# لویز گیبلین
لویز گیبلین (انگلیسی: Louise Giblin؛ زاده ۲۴ دسامبر ۱۸۹۵ درگذشته ۱۵ سپتامبر ۱۹۷۳) یک بود. 